# 63. Kongress der Vereinigten Staaten
Der 63. Kongress der Vereinigten Staaten, bestehend aus dem Repräsentantenhaus und dem Senat, war die Legislative der Vereinigten Staaten. Seine Legislaturperiode dauerte vom 4. März 1913 bis zum 4. März 1915. Alle Abgeordneten des Repräsentantenhauses sowie ein Drittel der Senatoren (Klasse II) waren im Jahr 1912 bei den Kongresswahlen gewählt worden. Dabei ergab sich in beiden Kammern eine Mehrheit für die Demokratische Partei, die mit Woodrow Wilson auch den Präsidenten stellte. Der Republikanischen Partei blieb nur die Rolle in der Opposition. Während der Legislaturperiode gab es einige Rücktritte und Todesfälle, die aber an den Mehrheitsverhältnissen nichts änderten. Nach der Aufnahme der Staaten New Mexico und Arizona gab es erstmals 96 Senatoren und 435 Kongressabgeordnete. Der Kongress tagte in der amerikanischen Bundeshauptstadt Washington, D.C. Die Vereinigten Staaten bestanden damals aus 48 Bundesstaaten. Die Sitzverteilung im Repräsentantenhaus basierte auf der Volkszählung von 1910.

## Wichtige Ereignisse
Siehe auch 1913, 1914 und 1915
- 4. März 1913: Beginn der Legislaturperiode des 63. Kongresses. Gleichzeitig wird der ebenfalls im November 1912 gewählte neue Präsident Woodrow Wilson in sein Amt eingeführt. Er löst William H. Taft ab.
- 8. April 1913: Der 17. Zusatzartikel zur Verfassung der Vereinigten Staaten wird ratifiziert. Er bestimmt, dass die Senatoren vom Volk ihrer jeweiligen Staaten gewählt werden und wird bei den Kongresswahlen 1914 erstmals angewendet.
- 9. März 1914: Im Senat wird ein Rauchverbot erlassen.
- 1. August 1914: In Europa beginnt der Erste Weltkrieg.
- 15. August 1914: Der Panamakanal wird eröffnet.
- 19. August 1914: Präsident Wilson erklärt die amerikanische Neutralität im Ersten Weltkrieg.
- November 1914: Bei den Kongresswahlen in den Vereinigten Staaten verteidigen die Demokraten ihre Mehrheit in beiden Kammern.
- 16. November 1914: Die Federal Reserve Bank wird eröffnet siehe auch Federal Reserve System.

## Die wichtigsten Gesetze
In den Sitzungsperioden des 63. Kongresses wurden unter anderem folgende Bundesgesetze verabschiedet (siehe auch: Gesetzgebungsverfahren):
- 27. Mai 1913: Kern Resolution
- 9. Juli 1913: Saboth Act
- 15. Juli 1913: Newlands Labor Act
- 3. Oktober 1913: Revenue Act of 1913
- 22. Oktober 1913: Urgent Deficiencies Act
- 19. Dezember 1913: Raker Act
- 23. Dezember 1913: Federal Reserve Act
- 8. Mai 1914: Smith-Lever Act
- 24. Juni 1914: Cutter Service Act
- 30. Juni 1914: Cooperative Funds Act
- 17. Juli 1914: Agricultural Entry Act
- 18. Juli 1914: Aviation Service Act
- 21. Juli 1914: Borland Amendment
- 13. August 1914: Smith-Hayden Act
- 15. August 1914: Sponge Act
- 18. August 1914: Cotton Futures Act of 1914
- 18. August 1914: Foreign Ship Registry Act
- 22. August 1914: Glacier National Park Act of 1914 siehe auch Glacier-Nationalpark
- 2. September 1914: War Risk Insurance Act
- 26. September 1914: Federal Trade Commission Act
- 2. Oktober 1914: River and Harbors Act of 1914
- 15. Oktober 1914: Clayton Antitrust Act
- 22. Oktober 1914: Emergency Internal Revenue Tax Act
- 17. Dezember 1914: Harrison Narcotics Tax Act
- 28. Januar 1915: Coast Guard Act
- 4. März 1915: Merchant Marine Act of 1915
- 4. März 1915: River and Harbors Act of 1915
- 4. März 1915: Standard Barrel Act For Fruits, Vegetables, and Dry Commodities
- 4. März 1915: Federal Boiler Inspection Act
- 4. März 1915: Uniform Bill of Lading Act
- 4. März 1915: Occupancy Permits Act

## Zusammensetzung nach Parteien

### Senat
- Demokratische Partei: 51 (Mehrheit)
- Republikanische Partei: 44
- Sonstige: 1
- Vakant: 0

Gesamt: 96

### Repräsentantenhaus
- Demokratische Partei: 291 (Mehrheit)
- Republikanische Partei: 134
- Sonstige: 10

Gesamt: 435
Außerdem gab es noch fünf nicht stimmberechtigte Kongressdelegierte.

## Amtsträger

### Senat
- Präsident des Senats: Thomas Riley Marshall (D)
- Präsident pro tempore: James Paul Clarke (D)

#### Führung der Mehrheitspartei
- Mehrheitsführer: J. Hamilton Lewis (D)

#### Führung der Minderheitspartei
- Minderheitsführer: unbekannt. Der in der engl. Wikipedia angegebene James Wolcott Wadsworth junior kam erst 1915 in den Senat und kann daher dieses Amt nicht vorher ausgeübt haben.

### Repräsentantenhaus
- Sprecher des Repräsentantenhauses: Champ Clark (D)

#### Führung der Mehrheitspartei
- Mehrheitsführer: Oscar Underwood (D)

#### Führung der Minderheitspartei
- Minderheitsführer: James Mann (R)

## Senatsmitglieder
Im 63. Kongress vertraten folgende Senatoren ihre jeweiligen Bundesstaaten:
| Alabama - 2. John H. Bankhead (D) - 3. Joseph F. Johnston (D) bis zum 8. August 1913 - Francis S. White (D) ab dem 11. Mai 1914 Arizona - 1. Henry F. Ashurst (D) - 1. Marcus A. Smith (D) Arkansas - 2. Joseph Taylor Robinson (D) - 3. James Paul Clarke (D) Kalifornien - 1. John D. Works (R) - 3. George Clement Perkins (R) Colorado - 2. John F. Shafroth (D) - 3. Charles Spalding Thomas (D) Connecticut - 1. George P. McLean (R) - 3. Frank B. Brandegee (R) Delaware - 1. Henry A. du Pont (R) - 2. Willard Saulsbury Jr (D) Florida - 1. Nathan P. Bryan (D) - 3. Duncan U. Fletcher (D) Georgia - 2. Augustus Octavius Bacon (D) bis zum 14. Februar 1914 - William S. West (D) vom 2. März bis zum 3. November 1914 - Thomas W. Hardwick (D) ab dem 4. November 1914 - 3. Michael Hoke Smith (D) Idaho - 2. William Borah (R) - 3. James H. Brady (R) Illinois - 2. J. Hamilton Lewis (D) ab dem 26. März 1913 - 3. Lawrence Yates Sherman (R) ab dem 26. März 1913 Indiana - 1. John W. Kern (D) - 3. Benjamin F. Shively (D) Iowa - 2. William Squire Kenyon (R) - 3. Albert B. Cummins (R) Kansas - 2. William Howard Thompson (D) - 3. Joseph L. Bristow (R) Kentucky - 2. Ollie Murray James (D) - 3. William O’Connell Bradley (R) bis zum 23. Mai 1914 - Johnson N. Camden Jr. (D) ab dem 16. Juni 1914 Louisiana - 2. Joseph E. Ransdell (D) - 3. John Randolph Thornton (D) Maine - 1. Charles Fletcher Johnson (R) - 2. Edwin C. Burleigh (R) Maryland - 1. William Purnell Jackson (R) bis zum 28. Januar 1914 - Francis Lee (D) ab dem 28. Januar 1914 - 3. John Walter Smith (D) Massachusetts - 1. Henry Cabot Lodge (R) - 2. John Wingate Weeks (R) Michigan - 1. Charles E. Townsend (R) - 2. William Alden Smith (R) Minnesota - 1. Moses Edwin Clapp (R) - 2. Knute Nelson (R) Mississippi - 1. John Sharp Williams (D) - 2. James K. Vardaman (D) Missouri - 1. James A. Reed (R) - 3. William J. Stone (D) | Montana - 1. Henry L. Myers (D) - 2. Thomas J. Walsh (D) Nebraska - 1. Gilbert Monell Hitchcock (D) - 2. George W. Norris (R) Nevada - 1. Key Pittman (D) - 3. Francis G. Newlands (D) New Hampshire - 2. Henry F. Hollis (D) - 3. Jacob Harold Gallinger (R) New Jersey - 1. James Edgar Martine (D) - 2. William Hughes (D) New Mexico - 1. Thomas B. Catron (R) - 2. Albert B. Fall (R) New York - 1. James Aloysius O’Gorman (D) - 3. Elihu Root (R) North Carolina - 2. Furnifold McLendel Simmons (D) - 3. Lee Slater Overman (D) North Dakota - 1. Porter J. McCumber (R) - 3. Asle Gronna (R) Ohio - 1. Atlee Pomerene (D) - 3. Theodore E. Burton (R) Oklahoma - 2. Robert Latham Owen (D) - 3. Thomas Gore (D) Oregon - 2. Harry Lane (D) - 3. George Earle Chamberlain (D) Pennsylvania - 1. George T. Oliver (R) - 3. Boies Penrose (R) Rhode Island - 1. Henry F. Lippitt (R) - 2. LeBaron Bradford Colt (R) South Carolina - 2. Benjamin Tillman (D) - 3. Ellison D. Smith (D) South Dakota - 2. Thomas Sterling (R) - 3. Coe I. Crawford (R) Tennessee - 1. Luke Lea (D) - 2. John K. Shields (D) Texas - 1. Charles Allen Culberson (D) - 2. Morris Sheppard (D) Utah - 1. George Sutherland (R) - 3. Reed Smoot (R) Vermont - 1. Carroll Smalley Page (R) - 3. William P. Dillingham (R) Virginia - 1. Claude A. Swanson (D) - 2. Thomas S. Martin (D) Washington - 1. Miles Poindexter (Progressive Party) - 3. Wesley Livsey Jones (R) West Virginia - 1. William E. Chilton (D) - 2. Nathan Goff (R) ab dem 1. April 1913 Wisconsin - 1. Robert La Follette Sr. (R) - 3. Isaac Stephenson (R) Wyoming - 1. Clarence Don Clark (R) - 2. Francis E. Warren (R) |

## Mitglieder des Repräsentantenhauses
Folgende Kongressabgeordnete vertraten im 63. Kongress die Interessen ihrer jeweiligen Bundesstaaten:
| Alabama 9 Wahlbezirke. Außerdem wurde ein Abgeordneter staatsweit gewählt - 1. George W. Taylor (D) - 2. Stanley Hubert Dent, Jr. (D) - 3. Henry De Lamar Clayton, Jr. (D) bis zum 25. Mai 1914 - William Oscar Mulkey (D) ab dem 29. Juni 1914 - 4. Fred L. Blackmon (D) - 5. James Thomas Heflin (D) - 6. Richmond Pearson Hobson (D) - 7. John Lawson Burnett (D) - 8. William N. Richardson (D) bis zum 31. März 1914 - Christopher Columbus Harris (D) ab dem 11. Mai 1914 - 9. Oscar Underwood (D) - 10. John William Abercrombie (D) staatsweit gewählt Arizona Staatsweite Wahl - Carl Hayden (D) Arkansas 7 Wahlbezirke. - 1. Thaddeus H. Caraway (D) - 2. William Allan Oldfield (D) - 3. John C. Floyd (D) - 4. Otis Wingo (D) - 5. Henderson M. Jacoway (D) - 6. Samuel M. Taylor (D) - 7. William S. Goodwin (D) Kalifornien 11 Wahlbezirke. - 1. William Kent (Unabhängiger) - 2. John E. Raker (D) - 3. Charles F. Curry (R) - 4. Julius Kahn (R) - 5. John I. Nolan (R) - 6. Joseph R. Knowland (R) - 7. Denver S. Church (D) - 8. Everis A. Hayes (R) - 9. Charles W. Bell (Progressive Party) - 10. William Stephens (Progressive Party) - 11. William Kettner (D) Colorado 2 Wahlbezirke. Außerdem wurden zwei Abgeordnete staatsweit gewählt - 1. George J. Kindel (D) - 2. Harry H. Seldomridge (D) - 3. Edward T. Taylor (D) staatsweit gewählt - 4. Edward Keating (D) staatsweit gewählt Connecticut 5 Wahlbezirke - 1. Augustine Lonergan (D) - 2. Bryan F. Mahan (D) - 3. Thomas L. Reilly (D) - 4. Jeremiah Donovan (D) - 5. William Kennedy (D) Delaware Staatsweite Wahl - Franklin Brockson (D) Florida 3 Wahlbezirke. Außerdem wurde ein Abgeordneter staatsweit gewählt - 1. Stephen M. Sparkman (D) - 2. Frank Clark (D) - 3. Emmett Wilson (D) - 4. Claude L’Engle (D) staatsweit gewählt Georgia 12 Wahlbezirke - 1. Charles Gordon Edwards (D) - 2. Seaborn Roddenbery (D) bis zum 25. September 1913 - Frank Park (D) ab dem 4. November 1913 - 3. Charles R. Crisp (D) - 4. William C. Adamson (D) - 5. William S. Howard (D) - 6. Charles Lafayette Bartlett (D) - 7. Gordon Lee (D) - 8. Samuel Joelah Tribble (D) - 9. Thomas Montgomery Bell (D) - 10. Thomas W. Hardwick (D) bis zum 2. November 1914 - Carl Vinson (D) ab dem 3. November 1914 - 11. John Randall Walker (D) - 12. Dudley Mays Hughes (D) Idaho Staatsweite Wahl - Burton L. French (R) - Addison T. Smith (R) Illinois 25 Wahlbezirke. Außerdem wurden zwei Abgeordnete staatsweit gewählt - 1. Martin B. Madden (R) - 2. James Robert Mann (R) - 3. George E. Gorman (D) - 4. James T. McDermott (D) bis zum 21. Juli 1914, danach blieb der Sitz vakant - 5. Adolph J. Sabath (D) - 6. James McAndrews (D) - 7. Frank Buchanan (D) - 8. Thomas Gallagher (D) - 9. Frederick A. Britten (R) - 10. Charles M. Thomson (Progressive Party) - 11. Ira Clifton Copley (R) - 12. William H. Hinebaugh (Progressive Party) - 13. John C. McKenzie (R) - 14. Clyde Howard Tavenner (D) - 15. Stephen A. Hoxworth (D) - 16. Claude U. Stone (D) - 17. Louis Fitzhenry (D) - 18. Frank Trimble O’Hair (D) - 19. Charles M. Borchers (D) - 20. Henry T. Rainey (D) - 21. James McMahon Graham (D) - 22. William N. Baltz (D) - 23. Martin D. Foster (D) - 24. H. Robert Fowler (D) - 25. Robert P. Hill (D) - 26. Lawrence B. Stringer (D) staatsweit gewählt - 27. William E. Williams (D) staatsweit gewählt Indiana 13 Wahlbezirke - 1. Charles Lieb (D) - 2. William A. Cullop (D) - 3. William E. Cox (D) - 4. Lincoln Dixon (D) - 5. Ralph W. Moss (D) - 6. Finly H. Gray (D) - 7. Charles A. Korbly (D) - 8. John A. M. Adair (D) - 9. Martin A. Morrison (D) - 10. John B. Peterson (D) - 11. George W. Rauch (D) - 12. Cyrus Cline (D) - 13. Henry A. Barnhart (D) Iowa 11 Wahlbezirke - 1. Charles A. Kennedy (R) - 2. Irvin S. Pepper (D) bis zum 22. Dezember 1913 - Henry Vollmer (D) ab dem 10. Februar 1914 - 3. Maurice Connolly (D) - 4. Gilbert N. Haugen (R) - 5. James William Good (R) - 6. Sanford Kirkpatrick (D) - 7. Solomon F. Prouty (R) - 8. Horace Mann Towner (R) - 9. William R. Green (R) - 10. Frank P. Woods (R) - 11. George Cromwell Scott (R) Kansas 8 Wahlbezirke. - 1. Daniel Anthony Jr. (R) - 2. Joseph Taggart (D) - 3. Philip P. Campbell (R) - 4. Dudley Doolittle (D) - 5. Guy T. Helvering (D) - 6. John R. Connelly (D) - 7. George A. Neeley (D) - 8. Victor Murdock (R) Kentucky 11 Wahlbezirke - 1. Alben W. Barkley (D) - 2. Augustus Owsley Stanley (D) - 3. Robert Y. Thomas (D) - 4. Ben Johnson (D) - 5. J. Swagar Sherley (D) - 6. Arthur B. Rouse (D) - 7. J. Campbell Cantrill (D) - 8. Harvey Helm (D) - 9. William J. Fields (D) - 10. John W. Langley (R) - 11. Caleb Powers (R) Louisiana 8 Wahlbezirke - 1. Albert Estopinal (D) - 2. H. Garland Dupré (D) - 3. Robert F. Broussard (D) - 4. John T. Watkins (D) - 5. James Walter Elder (D) - 6. Lewis L. Morgan (D) - 7. Ladislas Lazaro (D) - 8. James Benjamin Aswell (D) Maine 4 Wahlbezirke - 1. Asher Hinds (R) - 2. Daniel J. McGillicuddy (D) - 3. Forrest Goodwin (R) bis zum 28. Mai 1913 - John A. Peters (R) ab dem 9. September 1913 - 4. Frank E. Guernsey (R) Maryland 6 Wahlbezirke. - 1. James Harry Covington (D) bis zum 30. September 1914 - Jesse Price (D) ab dem 3. November 1914 - 2. Joshua Talbott (D) - 3. George Konig (D) bis zum 31. Mai 1913 - Charles Pearce Coady (D) ab dem 4. November 1913 - 4. John Charles Linthicum (D) - 5. Frank Owens Smith (D) - 6. David John Lewis (D) Massachusetts 16 Wahlbezirke - 1. Allen T. Treadway (R) - 2. Frederick H. Gillett (R) - 3. William Wilder (R) bis zum 11. September 1913 - Calvin Paige (R) ab dem 4. November 1913 - 4. Samuel Winslow (R) - 5. John Jacob Rogers (R) - 6. Augustus Peabody Gardner (R) - 7. Michael Francis Phelan (D) - 8. Frederick Simpson Deitrick (D) - 9. Ernest W. Roberts (R) - 10. William Francis Murray (D) bis zum 28. September 1914, danach blieb der Sitz vakant - 11. Andrew James Peters (D) bis zum 15. August 1914, danach blieb der Sitz vakant - 12. James Michael Curley (D) bis zum 4. Februar 1914 - James A. Gallivan (D) ab dem 7. April 1914 - 13. John Wingate Weeks (R) bis zum 4. März 1913 - John Joseph Mitchell (D) ab dem 15. April 1913 - 14. Edward Gilmore (D) - 15. William S. Greene (R) - 16. Thomas Chandler Thacher (D) Michigan 12 Wahlbezirke. Außerdem wurde ein Abgeordneter staatsweit gewählt - 1. Frank Ellsworth Doremus (D) - 2. Samuel Beakes (D) - 3. John M. C. Smith (R) - 4. Edward L. Hamilton (R) - 5. Carl E. Mapes (R) - 6. Samuel William Smith (R) - 7. Louis C. Cramton (R) - 8. Joseph W. Fordney (R) - 9. James C. McLaughlin (R) - 10. Roy O. Woodruff (Progressive Party) - 11. Francis O. Lindquist (R) - 12. H. Olin Young (R) bis zum 16. Mai 1913 - William Josiah MacDonald (Progressive Party) ab dem 26. August 1913 - 13. Patrick H. Kelley (R) staatsweit gewählt Minnesota 9. Wahlbezirke. Außerdem wurde ein Abgeordneter staatsweit gewählt - 1. Sydney Anderson (R) - 2. Winfield Scott Hammond (D) bis zum 6. Januar 1915, danach blieb der Sitz vakant - 3. Charles Russell Davis (R) - 4. Frederick Stevens (R) - 5. George Ross Smith (R) - 6. Charles August Lindbergh (R) - 7. Andrew Volstead (R) - 8. Clarence B. Miller (R) - 9. Halvor Steenerson (R) - 10. James Manahan (R) staatsweit gewählt Mississippi 8 Wahlbezirke - 1. Ezekiel S. Candler (D) - 2. Hubert D. Stephens (D) - 3. Benjamin G. Humphreys II (D) - 4. Thomas U. Sisson (D) - 5. Samuel Andrew Witherspoon (D) - 6. Pat Harrison (D) - 7. Percy Quin (D) - 8. James William Collier (D) Missouri 16 Wahlbezirke - 1. James Tilghman Lloyd (D) - 2. William W. Rucker (D) - 3. Joshua W. Alexander (D) - 4. Charles F. Booher (D) - 5. William Patterson Borland (D) - 6. Clement C. Dickinson (D) - 7. Courtney W. Hamlin (D) - 8. Dorsey William Shackleford (D) - 9. Champ Clark (D) - 10. Richard Bartholdt (R) - 11. William L. Igoe (D) - 12. Leonidas C. Dyer (R) bis zum 19. Juni 1914 - Michael Joseph Gill (D) ab dem 19. Juni 1914 - 13. Walter Lewis Hensley (D) - 14. Joseph J. Russell (D) - 15. Perl D. Decker (D) - 16. Thomas L. Rubey (D) Montana Staatsweite Wahl - John M. Evans (D) - Tom Stout (D) Nebraska 6 Wahlbezirke - 1. John A. Maguire (D) - 2. Charles O. Lobeck (D) - 3. Dan V. Stephens (D) - 4. Charles Henry Sloan (R) - 5. Silas Reynolds Barton (R) - 6. Moses P. Kinkaid (R) | Nevada Staatsweite Wahl - Edwin Ewing Roberts (R) New Hampshire 2 Wahlbezirke - 1. Eugene Elliott Reed (D) - 2. Raymond Bartlett Stevens (D) New Jersey 12 Wahlbezirke - 1. William J. Browning (R) - 2. J. Thompson Baker (D) - 3. Thomas J. Scully (D) - 4. Allan B. Walsh (D) - 5. William E. Tuttle (D) - 6. Lewis J. Martin (D) bis zum 5. Mai 1913 - Archibald C. Hart (D) ab dem 22. Juli 1913 - 7. Robert G. Bremner (D) bis zum 5. Februar 1914 - Dow H. Drukker (R) ab dem 7. April 1914 - 8. Eugene F. Kinkead (D) bis zum 4. Februar 1915, danach blieb der Sitz vakant - 9. Walter I. McCoy (D) bis zum 3. Oktober 1914 - Richard W. Parker (R) ab dem 1. November 1914 - 10. Edward W. Townsend (D) - 11. John J. Eagan (D) - 12. James A. Hamill (D) New Mexico Staatsweite Wahl - - Harvey Butler Fergusson (D) New York 43 Wahlbezirke - 1. Lathrop Brown (D) - 2. Denis O’Leary (D) bis zum 13. Dezember 1914, danach blieb der Sitz vakant - 3. Frank E. Wilson (D) - 4. Harry H. Dale (D) - 5. James P. Maher (D) - 6. William M. Calder (R) - 7. John Joseph Fitzgerald (D) - 8. Daniel J. Griffin (D) - 9. James H. O’Brien (D) - 10. Herman A. Metz (D) - 11. Daniel J. Riordan (D) - 12. Henry M. Goldfogle (D) - 13. Timothy Sullivan (D) bis zum 31. August 1913 - George W. Loft (D) ab dem 4. November 1913 - 14. Jefferson Monroe Levy (D) - 15. Michael F. Conry (D) - 16. Peter J. Dooling (D) - 17. John F. Carew (D) - 18. Thomas G. Patten (D) - 19. Walter M. Chandler (Progressive Party) - 20. Francis Burton Harrison (D) bis zum 1. September 1913 - Jacob A. Cantor (D) ab dem 4. November 1913 - 21. Henry George Jr. (D) - 22. Henry Bruckner (D) - 23. Joseph A. Goulden (D) - 24. Woodson R. Oglesby (D) - 25. Benjamin I. Taylor (D) - 26. Edmund Platt (R) - 27. George McClellan (D) - 28. Peter G. Ten Eyck (D) - 29. James S. Parker (R) - 30. Samuel Wallin (R) - 31. Edwin Albert Merritt (R) bis zum 4. Dezember 1914, danach blieb der Sitz vakant - 32. Luther W. Mott (R) - 33. Charles A. Talcott (D) - 34. George Winthrop Fairchild (R) - 35. John R. Clancy (D) - 36. Sereno E. Payne (R) bis zum 10. Dezember 1914, danach blieb der Sitz vakant - 37. Edwin S. Underhill (D) - 38. Thomas B. Dunn (R) - 39. Henry G. Danforth (R) - 40. Robert H. Gittins (D) - 41. Charles Bennett Smith (D) - 42. Daniel A. Driscoll (D) - 43. Charles Mann Hamilton (R) North Carolina 10 Wahlbezirke - 1. John Humphrey Small (D) - 2. Claude Kitchin (D) - 3. John M. Faison (D) - 4. Edward W. Pou (D) - 5. Charles Manly Stedman (D) - 6. Hannibal Lafayette Godwin (D) - 7. Robert N. Page (D) - 8. Robert L. Doughton (D) - 9. Edwin Y. Webb (D) - 10. James M. Gudger (D) North Dakota 3 Wahlbezirke - 1. Henry Thomas Helgesen (R) - 2. George M. Young (R) - 3. Patrick Daniel Norton (R) Ohio 21 Wahlbezirke. Außerdem wurde ein Abgeordneter staatsweit gewählt - 1. Stanley E. Bowdle (D) - 2. Alfred G. Allen (D) - 3. Warren Gard (D) - 4. J. Henry Goeke (D) - 5. Timothy T. Ansberry (D) bis zum 9. Januar 1915 - 6. Simeon D. Fess (R) - 7. James D. Post (D) - 8. Frank B. Willis (R) bis zum 9. Januar 1915 - 9. Isaac R. Sherwood (D) - 10. Robert M. Switzer (R) - 11. Horatio C. Claypool (D) - 12. Clement L. Brumbaugh (D) - 13. John A. Key (D) - 14. William Graves Sharp (D) bis zum 23. Juli 1914 - 15. George White (D) - 16. William B. Francis (D) - 17. William A. Ashbrook (D) - 18. John J. Whitacre (D) - 19. Ellsworth Raymond Bathrick (D) - 20. William Gordon (D) - 21. Robert J. Bulkley (D) - 22. Robert Crosser (D) staatsweit gewählt Oklahoma 5 Wahlbezirke. Außerdem wurden drei Abgeordnete staatsweit gewählt - 1. Bird Segle McGuire (R) - 2. Dick Thompson Morgan (R) - 3. James S. Davenport (D) - 4. Charles D. Carter (D) - 5. Scott Ferris (D) - 6. William H. Murray (D) staatsweit gewählt - 7. Joseph Bryan Thompson (D) staatsweit gewählt - 8. Claude Weaver (D) staatsweit gewählt Oregon 3 Wahlbezirke - 1. Willis C. Hawley (R) - 2. Nicholas J. Sinnott (R) - 3. Walter Lafferty (R) Pennsylvania 32 Wahlbezirke. Außerdem wurden vier Abgeordnete staatsweit gewählt - 1. William Scott Vare (R) - 2. George Scott Graham (R) - 3. J. Hampton Moore (R) - 4. George W. Edmonds (R) - 5. Michael Donohoe (D) - 6. James Washington Logue (D) - 7. Thomas S. Butler (R) - 8. Robert Edward Difenderfer (D) - 9. William Walton Griest (R) - 10. John R. Farr (R) - 11. John J. Casey (D) - 12. Robert Emmett Lee (D) - 13. John Hoover Rothermel (D) - 14. William Ainey (R) - 15. Edgar Raymond Kiess (R) - 16. John Vandling Lesher (D) - 17. Franklin Lewis Dershem (D) - 18. Aaron Shenk Kreider (R) - 19. Warren Worth Bailey (D) - 20. Andrew R. Brodbeck (D) - 21. Charles Emory Patton (R) - 22. Abraham Lincoln Keister (R) - 23. Wooda Nicholas Carr (D) - 24. Henry Wilson Temple (Progressive Party) - 25. Milton William Shreve (R) - 26. Alexander Mitchell Palmer (D) - 27. J. N. Langham (R) - 28. Willis James Hulings (Progressive Party) - 29. Stephen Geyer Porter (R) - 30. Melville Clyde Kelly (R) - 31. James F. Burke (R) - 32. Andrew Jackson Barchfeld (R) - 33. Fred Ewing Lewis (R) staatsweit gewählt - 34. John M. Morin (R) staatsweit gewählt - 35. Anderson Howell Walters (R) staatsweit gewählt - 36. Arthur Ringwalt Rupley (R) staatsweit gewählt Rhode Island 3 Wahlbezirke - 1. George F. O’Shaunessy (D) - 2. Peter G. Gerry (D) - 3. Ambrose Kennedy (R) South Carolina 7 Wahlbezirke. - 1. Richard S. Whaley (D) ab dem 29. April 1913 - 2. James F. Byrnes (D) - 3. Wyatt Aiken (D) - 4. Joseph T. Johnson (D) - 5. David E. Finley (D) - 6. J. Willard Ragsdale (D) - 7. Asbury Francis Lever (D) South Dakota 3 Wahlbezirke - 1. Charles Hall Dillon (R) - 2. Charles H. Burke (R) - 3. Eben Martin (R) Tennessee 10 Wahlbezirke - 1. Sam R. Sells (R) - 2. Richard W. Austin (R) - 3. John A. Moon (D) - 4. Cordell Hull (D) - 5. William C. Houston (D) - 6. Joseph W. Byrns (D) - 7. Lemuel P. Padgett (D) - 8. Thetus W. Sims (D) - 9. Finis J. Garrett (D) - 10. Kenneth McKellar (D) Texas 16 Wahlbezirke. Außerdem wurden zwei Abgeordnete staatsweit gewählt - 1. Horace Worth Vaughan (D) - 2. Martin Dies (D) - 3. James Young (D) - 4. Sam Rayburn (D) - 5. James Andrew Beall (D) - 6. Rufus Hardy (D) - 7. Alexander W. Gregg (D) - 8. Joe H. Eagle (D) - 9. George Farmer Burgess (D) - 10. Albert S. Burleson (D) bis zum 6. März 1913 - James P. Buchanan (D) ab dem 15. April 1913 - 11. Robert Lee Henry (D) - 12. Oscar Callaway (D) - 13. John Hall Stephens (D) - 14. James Luther Slayden (D) - 15. John Nance Garner (D) - 16. William Robert Smith (D) - 17. Daniel E. Garrett (D) staatsweit gewählt - 18. Hatton W. Sumners (D) staatsweit gewählt Utah Staatsweite Wahlen - Joseph Howell (R) - Jacob Johnson (R) Vermont 2 Wahlbezirke - 1. Frank L. Greene (R) - 2. Frank Plumley (R) Virginia 10 Wahlbezirke - 1. William Atkinson Jones (D) - 2. Edward Everett Holland (D) - 3. Andrew Jackson Montague (D) - 4. Walter Allen Watson (D) - 5. Edward W. Saunders (D) - 6. Carter Glass (D) - 7. James Hay (D) - 8. Charles Creighton Carlin (D) - 9. C. Bascom Slemp (R) - 10. Henry D. Flood (D) Washington Drei Wahlbezirke. Außerdem wurden zwei Abgeordnete staatsweit gewählt - 1. William E. Humphrey (R) - 2. Albert Johnson (R) - 3. William La Follette (R) - 4. James W. Bryan (Progressive Party) staatsweit gewählt - 5. Jacob Falconer (Progressive Party) staatsweit gewählt West Virginia 5 Wahlbezirke. Außerdem wurde ein Abgeordneter staatsweit gewählt - 1. John W. Davis (D) bis zum 29. August 1913 - Matthew M. Neely (D) ab dem 14. Oktober 1913 - 2. William Brown Jr. (D) - 3. Samuel B. Avis (R) - 4. Hunter Holmes Moss (R) - 5. James A. Hughes (R) - 6. Howard Sutherland (R) staatsweit gewählt Wisconsin 11 Wahlbezirke - 1. Henry A. Cooper (R) - 2. Michael E. Burke (D) - 3. John M. Nelson (R) - 4. William J. Cary (R) - 5. William H. Stafford (R) - 6. Michael Reilly (D) - 7. John J. Esch (R) - 8. Edward E. Browne (R) - 9. Thomas F. Konop (D) - 10. James A. Frear (R) - 11. Irvine Lenroot (R) Wyoming Staatsweite Wahlen - Franklin Wheeler Mondell (R) |

Nicht stimmberechtigte Mitglieder im Repräsentantenhaus:
- Alaska-Territorium: James Wickersham (R)
- Hawaii-Territorium: Jonah Kūhiō Kalanianaʻole (R)
- Philippinen:
  - 1. Manuel Earnshaw
  - 2. Manuel Quezon
- Puerto Rico: Luis Muñoz Rivera (Unionist)